# Josephine Kirsch

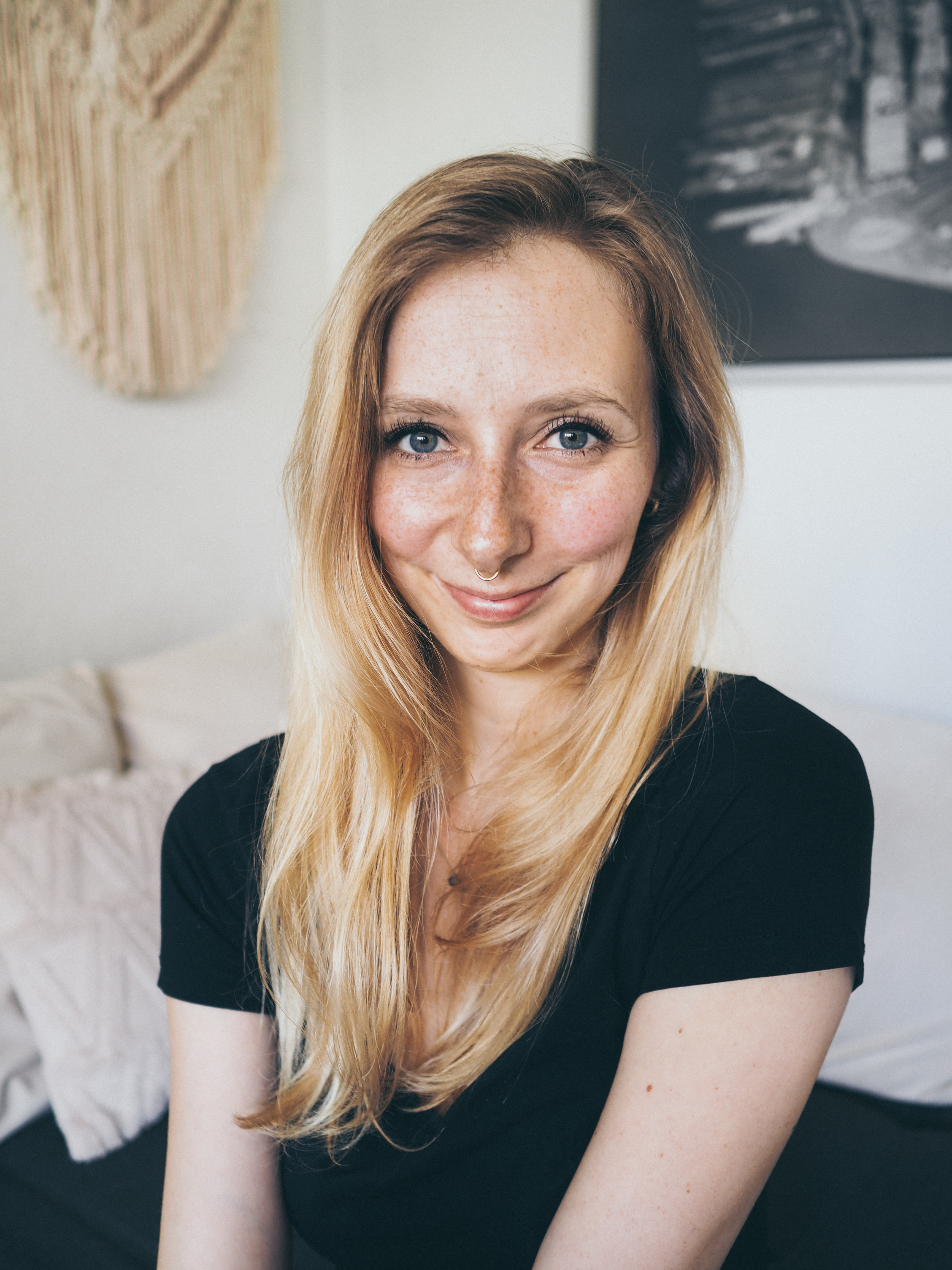
Josephine Kirsch (2021)

Josephine Kirsch (* 27. Mai 1990 in Berlin) ist eine Makramee-Künstlerin, Kreativ-Bloggerin und Autorin aus Berlin.

## Leben
Josephine Kirsch studierte Geologische Wissenschaften an der Freien Universität Berlin und absolvierte 2015 ihren Master of Science. 2015 startete sie ihren Kreativ-Blog Yeah Handmade, auf dem sie seitdem regelmäßig kreative Anleitungen zu Themen wie Dekoration, Geschenke und Handarbeiten veröffentlicht.
2018 heiratete sie Carlsson Kirsch. Während der Vorbereitungen zu ihrer Hochzeit brachte sie sich die traditionelle Knotentechnik Makramee bei, um die Boho Hochzeitsdekoration anzufertigen zu können. Seither gibt sie Makramee Workshops und veröffentlichte 2020 ihr erstes Buch zum Thema Makramee. Ihr drittes Buch Makramee super easy war mehrfach als Spiegel-Bestseller in der Kategorie Ratgeber Kreativität & Hobby gelistet.

## Auszeichnungen
- Im Juni 2019 und September 2020 gewann Josephine Kirsch mit Yeah Handmade den Garden & Home Blog Award in der Kategorie ‘Bester Blog DIY’[3].
- 2021 ist Yeah Handmade erneut in zwei Kategorien für den Garden and Home Blog Award nominiert: Bester Blog ‘DIY’, Bester IG Feed ‘DIY’.[4]

## Werke
Im Jahr 2020 veröffentlichte Josephine Kirsch im August ihr erstes Buch Makramee-Weihnachtsschmuck. In den folgenden Jahren veröffentlichte sie weitere Bücher zu diesem Themenbereich. Des Weiteren erschienen von ihr Bastelsets mit Anleitungen für verschiedene Makramee Schmuckstücke sowie Makramee Wanddekoration.
- 2020: Makramee-Weihnachtsschmuck, Frech-Verlag, ISBN 3-7724-4382-6
- 2021: Makramee Schmuck & Accessoires, Frech-Verlag, ISBN 3-7724-4384-2
- 2021: Makramee super easy: Von Schlüsselanhänger bis Blumenampel – schnelle Knüpfprojekte für dich und dein Zuhause, EMF Verlag, ISBN 3-7459-0308-0
- 2021: Weihnachtliches Makramee: Festliche Knüpfprojekte für die schönste Zeit des Jahres, Frech-Verlag, ISBN 3-7724-4567-5
- 2021: Makramee Wandbehänge: 12 Modelle in verschiedenen Größen, frei unter- und miteinander kombinierbar, Frech-Verlag, ISBN 3-7724-4438-5
- 2021: Makramee Adventskalender, Frech-Verlag, ISBN 3-7724-4597-7
- 2022: Sweet Makramee, Frech-Verlag, ISBN 3-7724-4628-0
- 2022: Makramee Blumenampeln, Frech-Verlag, ISBN 3-7724-4629-9
- 2022: Makramee Mix & Match, Frech-Verlag, ISBN 3-7724-4658-2
- 2022: Colors of the Earth – Makramee in sanften Erdtönen., Frech-Verlag, ISBN 3-7358-5053-7
- 2022: 1x1 kreativ Makramee. Grundwissen, Knüpfmodelle, Inspirationen, Frech-Verlag, ISBN 978-3-7358-5050-8.
- 2023: Makramee für Anfänger: Das Step-By-Step Einsteigerbuch, Frech-Verlag, ISBN 978-3-7358-5119-2.
- 2023: Kreative Traumfänger: Außergewöhnliche Modelle, modern interpretiert. ISBN 978-3735851246

2015 veröffentlichte sie zusammen mit weiteren Kollegen eine geowissenschaftliche Publikation:
- Angiboust, S., Kirsch, J., Oncken, O., Glodny, J., Monié, P., & Rybacki, E.: Probing the transition between seismically coupled and decoupled segments along an ancient subduction interface. Geochemistry, Geophysics, Geosystems, 16, 1905–1922. doi:10.1002/2015GC005776